# ダン・ケイン
ジョン・ダニエル・ケイン（英語:  John Daniel Caine、1968年/1969年 - ）は、アメリカ合衆国の軍人。空軍大将。2025年より統合参謀本部議長（第22代）を務める。

## 経歴
1990年、バージニア軍事大学を卒業。卒業後はアメリカ空軍に入り、F-16のパイロットとなった。
2001年9月11日、アメリカ同時多発テロの際は第121戦闘飛行隊の武器・戦術部長であり、テロの発生後はワシントンD.C.を再度の攻撃から守る計画の策定やスクランブルした機体の指揮を行った。
ケインは2005年から2009年まで首都でいくつかの役職（農務長官特別補佐官、国家安全保障会議の対テロ対策・政策ディレクター）を務めた。2009年から2016年まで空軍州兵にパートタイムで勤務した。
2018年から2019年にかけて、イラクに駐留し、生来の決意作戦に参加した。この時期に当時1期目の大統領を務めていたトランプの目に留まった。
2019年から2021年まで、取得・維持担当国防次官補の特別アクセスプログラムディレクターを務めた。
2021年から2024年末までCIA軍事担当副長官を務めた。
2025年2月21日、トランプはブラウン統合参謀本部議長を解任し、後任にケインを指名した。ケインはすでに退役しており、この人事が承認された場合退役した元軍幹部が議長に就任する異例の事態となる。統合参謀本部議長は法律上、大将クラスである副議長や陸海空軍の制服組トップなどの経歴が基本要件とされ、大統領が安全保障上必要と判断した場合は例外だと規定されるが、ケインも自身を「一般的ではない候補だ」と認めている。
ケインの指名は、2025年3月10日に正式に上院に送られた。同年4月1日、ケインは上院軍事委員会の公聴会に出席し、「政治的に中立」と強調し、大統領に「毎日真実を伝える」と証言した。同月11日、上院本会議で賛成60票、反対25票の賛成多数で指名が承認された。

## 階級[10]
- 少尉 - 1990年10月1日
- 中尉 - 1993年10月1日
- 大尉 - 1995年10月10日
- 少佐 - 2000年12月28日
- 中佐 - 2005年4月8日
- 大佐 - 2011年1月10日
- 准将 - 2016年5月5日
- 少将 - 2019年9月19日
- 中将 - 2021年11月03日
- 大将 - 2025年4月11日